# یارادلو
یارادلو (به لاتین: Yaradullu) یک منطقه مسکونی در جمهوری آذربایجان است که در شهرستان آغستفا واقع شده است. یارادلو ۴۲۰ نفر جمعیت دارد.